# Post-Apocalypto
Post-Apocalypto — четвёртый студийный альбом американской рок-группы Tenacious D, спродюсированный басистом Джоном Спайкером и выпущенный в Северной Америке 2 ноября 2018 года на лейбле Columbia Records. В альбом вошли песни и аудиофрагменты из анимационного веб-сериала Tenacious D in Post-Apocalypto.

## Предыстория
В июне 2012 года, отвечая на вопрос о продолжении Tenacious D in The Pick of Destiny, Блэк заявил, что группа «нашла лазейку с Интернетом и анимационными шортами. Это тот мир, в который мы хотим погрузиться, и не только ради денег, но и ради искусства». Позже в том же году группа упомянула, что рассматривает возможность создания интернет-сериала «эксклюзивно для YouTube». Проект был фантазией Блэка и Гасса в течение нескольких лет, пока президентская кампания Дональда Трампа в 2016 году не вдохновила их на написание пилотного эпизода, действие которого происходит в пост-апокалипсисе. Остальные эпизоды были завершены в 2017—2018 годах.

## Релиз и отзывы
| Оценки критиков      | Оценки критиков |
| Источник             | Оценка          |
| -------------------- | --------------- |
| AllMusic             | [ 4 ]           |
| Consequence of Sound | C−              |
| The Independent      | [ 6 ]           |
| Sputnikmusic         | [ 7 ]           |

В мае 2016 года группа сняла тизер для своей страницы в Facebook, запечатлевший их в студии. В декабре 2017 года, выступая на радио Kerrang! Radio с рекламой «Джуманджи: Зов джунглей», Блэк заявил, что название нового мультсериала будет Tenacious D in Post-Apocalypto.
В мае 2018 года группа вышла и покинула сцену фестиваля Hell & Heaven Metal Fest в Мехико под записи «Post-Apocalypto Theme» и «Post-Apocalypto Theme (Reprise)», что стало мировым релизом этих треков. Через несколько дней группа выложила на свой сайт и в социальные сети трейлер тура, также анонсировав новый альбом.

## Чарты
| Чарт (2018)                       | Высшая позиция |
| --------------------------------- | -------------- |
| Австралия (ARIA)                  | 59             |
| Австрия (Ö3 Austria)              | 19             |
| Бельгия/Фландрия (Ultratop)       | 101            |
| Германия (Offizielle Top 100)     | 30             |
| Шотландия (Scottish Albums Chart) | 34             |
| Швейцария (Schweizer Hitparade)   | 21             |
| Великобритания (UK Albums Chart)  | 47             |
| США (Billboard 200)               | 93             |